# Haplochromis fuscus
Haplochromis fuscus és una espècie de peix de la família dels cíclids i de l'ordre dels perciformes.

## Morfologia
Els mascles poden assolir els 9,5 cm de longitud total.

## Distribució geogràfica
Es troba al llac Edward (Àfrica oriental).